# Дреон-Рунчис (Порденоне)
Дреон-Рунчис је насеље у Италији у округу Порденоне, региону Фурланија-Јулијска крајина.
Према процени из 2011. у насељу је живело 29 становника. Насеље се налази на надморској висини од 355 м.